# ダイ・バーノン

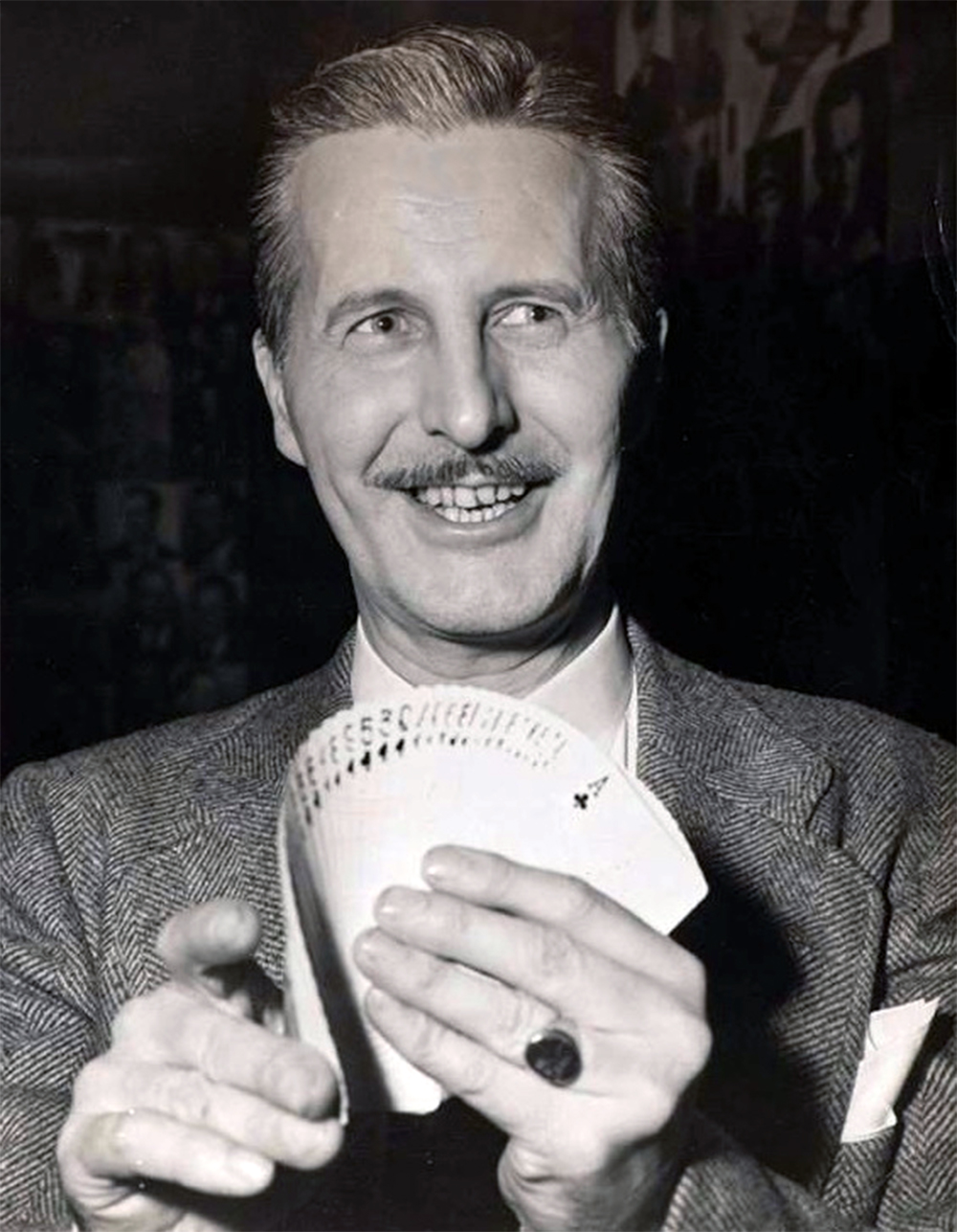
Dai Vernon

ダイ・バーノン（Dai Vernon, 1894年6月11日 - 1992年8月21日, 本名：David Frederick Wingfield Verner）は、カナダのオタワ生まれのマジシャン。後にアメリカへ移住し、ニューヨークなどでボードビリアンとして活躍。紙切り芸人なども経験した。
1900年代の近代マジックに大きな功績を残したマジシャンの一人。
数々の独自な理論や技術、マジックを発表し、一時代を築いた。有名な理論・概念としては「Be natural, Be yourself」など多数。その理論は「バーノン・タッチ」と呼ばれる。
若いころ、脱出王ハリー・フーディーニにマジックを披露するなど、多くのマジシャンと交流があった。ニューヨークを中心に活躍していたマジシャンとは特に交流が深く(クリフ・グリーンら)、グループを形成していた時期もある。
本人による著書は少ないが、彼の理論を分析・解説した書物、ビデオ、DVD、冊子は数多く存在する。
「カップ・アンド・ボール」といった古典マジックから「リング・シンフォニー」等のステージマジック、コインやカードのクロースアップ・マジック、メンタルマジックの分野でも活躍した。
多くは古典の改良などで作品を残したが、まったく新しい原理の開発でも活躍した。
バーノンの手にかかったマジックは、バーノン・タッチと呼ばれる独特な雰囲気を帯びる。誰の手でも演じられるように構成された作品が多い。
膨大な知識量から「プロフェッサー」の尊称で呼ばれ、世界中のマジシャンから親しまれた。「マジックの神様」とも謳われ、マイケル・スキナーやラリー・ジェニングスといった弟子を残す。
インタビューで「3歳からマジックを始めた。0歳からの3年間が惜しい」（5歳という説もある）と答えたという逸話がある。
なお、息子もマジシャンである。
1963年頃からはハリウッドにある会員制レストラン「マジック・キャッスル」の常駐となり、ここを拠点として多くのマジシャンを育成した。
1969年にテンヨーの招きで初来日。沢浩を絶賛。

## 関連書籍
- Secrets(20$ Manuscript)(1930年頃）
- Dai Vernon's Select Secrets(1941)
- The First California Lecture(1947)
- The Dai Vernon Book of Magic(1956)
- Dai Vernon Cups and Balls Routine(1958)
- Dai Vernon's Symphony of the Rings(1958)
- Dai Vernon's Inner Secrets of Card Magic(1959)
- Dai Vernon's More Inner Secrets of Card Magic
- Dai Vernon's Further Inner Secrets of Card Magic
- Ultimate Card Secrets
- Early Vernon(1962)
- The Lost Inner Secrets(1987)
- The More Lost Inner Secrets
- The Further Lost Inner Secrets
- The Fooled Houdini:Dai Vernon a Magical Life
- The Vernon Touch